# Loro Piceno
Loro Piceno är en ort och kommun i provinsen Macerata i regionen Marche i Italien. Kommunen hade 2 303 invånare (2018).